# جوی وکیل
جوی وکیل یک منطقهٔ مسکونی در افغانستان است که در ولایت بلخ واقع شده‌است.